# Harlow
Harlow es una ciudad planificada, situada en el condado de Essex, al sureste de Inglaterra. La ciudad se encuentra al oeste del condado, en la frontera con Hertfordshire. Pertenece al área metropolitana de Londres y cuenta con una población aproximada de 78.889 habitantes (2010).
Fue constituida en 1947, tras la fusión de cuatro pueblos y siguiendo el proyecto del urbanista Frederick Gibberd.

## Apariciones en el cine
En Harlow sitúa Ken Loach la historia de Family life (1971): una familia obrera, disfuncional, causa esquizofrenia en una de sus hijas. El filme sigue los planteamientos de Ronald Laing, Gregory Bateson y de la psiquiatría existencial, que fundamentan la etiología de la esquizofrenia en el "double-bind".

## Ciudades hermanadas
- Havířov, República Checa.
- Stavanger, Noruega.
- Vélizy-Villacoublay, Francia.
- Tingalpa, Australia.